# Плейона
Плейона в древногръцката митология е океанида от древногръцката митология. Дъщеря на титаните Океан и Тетида. От титана Атлас, тя е майка на седемте плеяди – Алкиона, Меропа, Келено, Електра, Стеропа, Тайгета и Майя.
На нейно име е наречен родът растения Плейоне.